# Лаза Поповић
Лаза Поповић (Сремски Карловци, 1877 — Београд, 1945) био је српски и југословенски лекар, друштвени радник и писац.

## Биографија
Поповић је рођен у Сремским Карловцима, где је његов отац Стеван (родом из Баната) предавао у Карловачкој гимназији.
Након завршене српске православне велике гимназије у Сремским Карловцима студирао је медицину у Бечу, где је 1901. године промовисан за доктора опште медицине.
Крајем 1918. године постао је примаријус и управник рендгенске лабораторије Закладне болнице у Загребу. На Загребачком универзитету изабран је на Медицинском факултету 1921. године за ванредног, а 1931. године за редовног професора рендгенологије. Године 1935. и 1936. је био декан Медицинског факултета. Био је и први председник Друштва за рендгенологију основног у Загребу 1927. године.

### Соколски покрет
Студирајући у Бечу Поповић се упознао са доста студената из словенских земаља, а одушевљавале су га чешке колеге програмом друштва „Сокола“.
Почетком Првог светског рата 1914. године Поповић је у Загребу оптужен због велеиздаје заједно са групом карловачких „Сокола“, чије је друштво његовим залагањем основано 19. јануара 1904. године у Сремским Карловцима, па је осуђен на четрнаест месеци затвора. Тада му је Бечки универзитет одузео диплому, па је тек после рата 1918. године поново промовисан у Прагу.
По угледу на карловачког „Сокола“ оснивана су многа соколска друштва, па тако и у Загребу. Од почетка је успостављена блиска сарадња са хрватским и словеначким, а посебно са чешким „Соколом“ - матицом словенског соколства. На њихов предлог новооснована друштва су здружена у жупе: фрушкогорски, крајишку, босанско-херцеговачку, приморску и Јасину. „Српски соколи“ су наступили са 200 вежбача на хрватском свесоколском слету у Загребу 1906. године, а на другом свесоколском слету у Загребу 1911. године са 762 вежбача.
У Загребу је на његову иницијативу основана и Савез српских соколских друштава, који није уважавао тадашње државне границе. За председника Савеза изабран је сликар Стева Тодоровић, оснивач првог „Сокола“ у Краљевини Србији. Пред сам рат 1914. године Поповић је са Стевом Тодоровићем и Ђуром Паунковићем из Србије, Лазаром Царом из Хрватске и „Словеначким соколима“ желео да оснује Југословенски соколски савез, што је остварено тек 1919. на Видовдан у Новом Саду.

### Писац
Прве радове Поповић је објавио још док је био студент. Прво се огласио у мостарском часопису Зора са два овећа прозна текста: „Јосиф“ (1898) и „Септиме“ (1900), а касније и с причом „Излет“ објављене у Босанској вили 1910. године и „Ванкина приповетка“ у Књижевном југу 1918. године.
Осим ових приповједака написао је и око тридесетак чланака и књижевно-критичких осврта који су највећим дијелом објављени у "Бранковом колу" 1913. и 1914. године и у "Новој Европи" 1921, 1924. и 1926. године. Он је, иначе, био један од активнијих покретача „Нове Европе“ гдје је осим књижевних текстова објављивао и друге чланке, претежно везане за медицинску струку. Изван књижевности објављивао је чланке, брошуре и стручне радове о здрављу, здравственој култури, здравственом образовању и школству, организацији здравственог живота, тјелесном одгоју, соколству, итд.

## Дела
- Јосиф, „Зора“, Мостар, 1898
- Септиме, „Зора“, Мостар, 1900
- Сексуална хигијена, Сремски Карловци, 1905
- Излет, „Босанска вила“, 1910
- Ванкина приповетка, „Књижевни југ“, 1918
- Клиничка рендгенологија, Загреб, 1925
- Соколске речи Лазе Поповића, 1925